# 平田淳嗣
平田 淳嗣（ひらた じゅんじ、1956年12月20日 - ）は、日本の元男性プロレスラー。本名：同じ、旧名：平田 淳二（読みは同じ）。神奈川県平塚市出身。元新日本プロレス所属。血液型B型。
デビュー時のリングネームは、当時の本名である平田淳二だったが、その後、本名自体を平田淳嗣と改名したため、リングネームも改名した。そのレスラーとしてのキャリアにおいて、覆面レスラーのストロング・マシーン1号またはスーパー・ストロング・マシーンのリングネームで特に知られる。
派手なテクニックや大技は無いが、大きく頑丈な体躯と長いキャリアを生かした重厚なレスリングを身上としている。若い頃は飛び技なども器用にこなす万能型のレスラーであり、華麗なジョージ高野、過激な前田日明、パワーの平田の三羽烏で期待された。また、フィニッシュ・ホールドの「魔神風車固め」をここ一番という時にのみ使用することで、唯一無二のオリジナル技としての説得力を持たせ続けていた。

## 来歴
神奈川県立平塚工科高等学校時代から柔道やボディビルで身体を鍛えた。その後高校を中退し、全日本プロレスに入門したが、父親が脳梗塞で倒れたためにデビュー前に退団した。渋谷の新聞販売店に住み込みながら新聞配達のアルバイトで生計を立てていたがプロレスラーへの夢は断ちがたく、店長に誘われて1977年10月25日に行われたアントニオ猪木VSチャック・ウェップナーを観戦に行った際に購入したパンフレットに掲載されていた「レスラー募集」の広告を見て、山本小鉄に手紙で入門を直訴する。大田区体育館で行なわれた入門テストに合格し、1978年5月に新日本プロレスに入門。8月26日の長野県飯山大会における藤原喜明戦でデビュー。「長州2世」と呼ばれ、ジョージ高野や前田明らと前座で好勝負を展開した。
若手時代はブレット・ハートやダイナマイト・キッドと仲が良く、特にブレットからは「親父（スチュ・ハート）に言っておくから」とまで気に入られ、1982年には初の海外遠征としてカナダ・カルガリー行きがほぼ内定していたが、「（当時提携関係にあった）メキシコ・UWAを離脱して急遽帰国した長州力の代わり」を派遣する必要があった新日の内部事情もあり、同年11月にメキシコ遠征に出発。メキシコではカネックのUWA世界ヘビー級王座に2度挑戦した他、エル・ソリタリオやドス・カラスともタッグを組んだ。
1983年にカルガリーに転戦。平田によれば、自分と同期のジョージ高野・ヒロ斎藤らからカルガリーの話を聞いたことで我慢が効かなくなり、UWAと揉める形でメキシコを離れたという。本人も後に「新日本の顔を潰す行為」だったことを認めており、「日本に戻れない覚悟」での転戦だったと語っている。同地ではスチュ・ハートが主宰していたスタンピード・レスリングにて、サニー・トゥー・リバーズ（Sonny Two Rivers）のリングネームでインディアン・ギミックのベビーフェイスとして活躍。1983年11月18日にはザ・コブラ（ジョージ高野）から英連邦ミッドヘビー級王座を奪取、1984年3月2日にロン・スターに敗れるまで戴冠した。髪はモヒカン刈りで、リング上ではインディアンのダンスや雄叫びを披露、技もトマホーク・チョップやインディアン・デスロックを用いた（平田は、ワフー・マクダニエルをイメージしていたと語っている）。試合内容はジン・キニスキーからも絶賛されたという。海外で活躍する日本人レスラーを紹介する番組にて、マスクド・スーパースターに挑戦するタイトルマッチが取り上げられたこともある（その時のレポーターは、引退して間もなかった女子プロレスラーのタランチェラ）。スタンピード・レスリングではヒロ斎藤、バッドニュース・アレン、キューバン・アサシン、ビッグ・ジョン・クイン、マイク・ショー、ブッチ・モファットなどとも対戦し、タッグではブレット・ハート、ダイナマイト・キッド、デイビーボーイ・スミス、ジェリー・モロー、ミスター・ヒト、フィル・ラフルールらのパートナーを務めた。また、この当時、マサ斎藤や長州とAWA地区ミネアポリスで接触し、プロレス雑誌で維新軍入りと伝えられたが、帰国命令が出なかったため実現せずに終わる。
1984年8月に坂口征二からの要請により帰国。直前にはキラー・カーンからフリッツ・フォン・エリックが主宰していたWCCWへの参戦をアプローチされていたが、帰国命令により立ち消えになった。帰国命令は「初代タイガーマスクブームの再来」を狙い、新日が「キン肉マン」をデビューさせる計画を組み、そのマスクマンとして平田が選ばれたために出されたものだったが、実は「キン肉マン」の諸権利がクリアされておらず話は立ち消えになってしまった。
平田は結局、カルガリーで面識のあったマネージャーの将軍KYワカマツ率いる「マシーン軍団」の一員として若松に操られる機械という設定の赤覆面レスラー「ストロング・マシーン」（当時としては斬新奇抜なデザインで一気に人気になった）にギミック変更し、8月24日の東京・後楽園ホール大会にて目出し帽を被り、アメフト用のプロテクターを着用して初登場し猪木を挑発した。当時、記者がマシーンに話しかけると「ギギギ…ガガガ…」という機械音が聞こえた、という記事が新聞紙上を飾っている。後年このことを記者がたずねると「屁でもした音だろ」と答えた。9月7日、福岡スポーツセンターのメインでアントニオ猪木とシングルマッチで対戦(7分19秒、ワカマツの乱入により無効試合。シリーズ当初は猪木VSアブドーラ・ザ・ブッチャーの予定であったが急遽変更された）。これがストロング・マシーンでのデビュー戦となる。入場時には目のデザインこそ違うが同じ赤覆面の2号も現れ猪木を撹乱した。デビュー戦は多くの謎を残したまま終わった。以降はストロング・マシーン1号となり、2号（力抜山）と組みタッグマッチが主となる。1号は赤のジャージ製マスクで正統派レスリングで当初はタックルを多用していた。2号は赤ラメのマスクを着用しトップロープ越しのノータッチトペ・スイシーダなどド派手な飛び技で観客の度肝を抜いた。ツープラトン攻撃も2号が中腰で抱きかかえておいての1号のトップロープからのギロチンドロップ、1号が押さえての2号のトップロープからのローリングソバットなど当時としては見たこともないような多彩なコンビネーション攻撃で対戦相手を圧倒した。10月の闘魂シリーズからは1号・2号共に同じ赤ラメのキバ付きのマスクに新調し、見分けがつきにくくなった。カルガリーから帰国したヒロ斎藤も軍団に加わり絶妙のコンビネーションでシリーズを荒らしまくる。シリーズ終盤には3号（翌年から登場するヤス・フジイではなく、正体はダニー・クロファット）も登場したがセコンドと乱入だけに終わった。最終戦の千駄ヶ谷の東京体育館では猪木対ストロング・マシーンのカードが組まれたが、当時は派手な技を使う2号のほうが注目されていたこともあり試合には2号が出場し平田（1号）は前座のタッグマッチに出場（ヒロ斎藤と組み荒川真（のちのドン荒川）を血祭りにあげて快勝）、ワカマツ、斎藤、3号（クロファット）とともにセコンドにつき乱入のみに終わる。試合は猪木サイドからもマシーンのマスクを覆った長身の男が現れマシーン軍に動揺を与える。2号のファイトが直線的であまりダメージも与えられずに最後は猪木の延髄斬りの前にマットに沈んだ。試合後、長身の男は自らマスクを脱ぐと正体は高野俊二であった。暮れのMSGタッグリーグ戦にも2号とのコンビで出場（当初はリーグ戦には参加せずに特別参加の予定であったが、リーグ戦出場予定であったダイナマイト・キッド&デイビーボーイ・スミスが全日本に電撃移籍したため）するが、ハルク・ホーガンが開幕戦に出場し場外で猪木の延髄斬りを受け鉄柱に頭を激突させ流血負傷し帰国したことによりホーガン&ワイルド・サモアンに不戦勝。坂口征二&木村健吾、タイガー戸口&ケリー・ブラウン、ディック・マードック&アドリアン・アドニスの3試合は反則負け。猪木&藤波辰巳には試合終盤、藤波にドラゴン・スープレックスをしかけられ2号のカットに助けられたものの、そのダメージから殆ど動けない状態になり、孤立した2号がフォール負けを喫する。結果的には勝ち点8に終わったものの、アンドレ・ザ・ジャイアント&ジェリー・モローに反則勝ちしてアンドレ組の優勝戦進出を阻むなどリーグ戦を荒らした。最終戦では特別試合で猪木&アンドレと対戦し敗退している（2号のフォール負け）。
1985年1月1日東京・後楽園ホールの坂口&木村戦で先ず最初に赤のコスチュームで1号・2号を名乗った3号・4号が増殖、坂口と木村から体つきが違うとクレームが入るとワカマツの笛の合図で平田（1号）・2号が黒のコスチュームで登場し動揺した坂口組に対し平田（1号）が木村にフォール勝ちして完勝。のちに全員が黒のコスチュームとなる。外見上は見分けがつかないため、試合中にレフェリーの目を盗んで入れ替わるトリックプレイを用いたりもした。当時の実況アナウンサーだった古舘伊知郎は、若松を「悪の羊飼い」「地獄のお茶の水博士」「悪の正太郎くん」(鉄人28号を操縦する少年)、マシーン軍団を「戦慄の殺戮マシーン」「暗黒増殖集団」「戦う金太郎飴軍団」などと形容した。なお、メンバーの増加にともない、試合開始前のリングアナウンサーのコールも「ストロング・マシーンズ」と一括で行われるようになった。以降は6人タッグが主となる。タッグ時代から勝ち試合は殆ど平田（1号）がフィニッシュを決めていた。4人を見分けるポイントとしては、1号（平田）は原爆固めなど華麗な技を使いマスクからのぞく髪の毛が一番長い。2号（力抜山）はトップロープ越しのノータッチトペ・スイシーダを使わなくなってしまっていたが、技を出すときなど背筋を伸ばすような動きを見せる。3号（ヤス・フジイ）は試合中、他の選手に指示を送ることが多くチームリーダー的存在であった。4号（小錦やアティサノエの兄弟）は一番肌の色が黒く太っている。などの特徴があった。更に全日プロから移籍してきた上田馬之助が参戦しヒロ斎藤と金狼コンビを結成し強大化すると思われたが、のちにマシーン軍団と仲間割れ、上田、斎藤は軍団から離脱しマシーン軍団と血で血を洗う抗争をする。その後、上田と斎藤も仲間割れし金狼コンビは解消してしまう。この時期の『ワールドプロレスリング』の視聴率は、13〜18%台を叩き出し、マシーン軍団が出現しなければ番組存続の危機ともいわれた。
2月13日にはハワイで藤波辰巳とシングルマッチで対戦（ワカマツが藤波の足を引っ張り反則負け）。この頃から藤波を意識し始めたが、元々猪木を引退に追い込む目的であったワカマツ&軍団との関係に亀裂が生じ始める。
4月18日、両国国技館での藤波との決着戦において、玉虫色のマスク（通称 玉虫ラメ）を初めて着用し、マシーン2号・3号・4号が騎馬となり入場する。試合は序盤からクリーンなファイトに徹する1号に対し藤波も呼応し好勝負になった。藤波にサソリ固めを極められたところでワカマツが乱入しようとするが1号が制止。自力で脱出すると場内から拍手が沸き起こった。ワカマツがエプロンに上がり1号を心配するが、これに対し実況の古舘伊知郎は「悪の過保護」と表現していた。観客の盛り上がりと反比例するようにワカマツのイライラが募る。終盤、藤波とのバックの取り合いからロープ際に寄ると業を煮やしたワカマツがエプロンに上り藤波にパウダー攻撃をしかけるが、藤波がかわしたため後ろにいた1号の目を潰してしまい、その隙をついた藤波のドラゴン・スープレックスで、マシーンとなってから初のピンフォール負けを喫する。試合後、勝負をぶち壊したワカマツに殴りかかり仲間割れ。藤波ともう1度やらせろというアピールに対し、両国国技館の観衆から平田コールが沸き起こった。
翌シリーズ「IWGP&WWFチャンピオンシリーズ」の5月13日大分県立総合体育館大会のザ・コブラ戦より、スーパー・ストロング・マシーンに改名する。5月17日の熊本県立総合体育館大会では特別参加の元WWF王者ボブ・バックランドと好勝負を演じ（ワカマツがバックランドの足を引っ張りマシーンの反則負け）リングサイドから藤波の試合を偵察していた。藤波の試合後に乱入したワカマツを蹴散らして救出したが、藤波から「お前、平田だろ!?」とマイクパフォーマンスで公然の秘密を暴露され、マスクを脱いで立ち去ったが、タオルを頭から被ったままマスクを脱いだため、素顔を窺い知ることは出来なかった。熊本大会は『ワールドプロレスリング』で実況生中継されており、解説を務めた山本は古舘に対して「平田だろって名前をさしてますね。平田だろ、お前って」と解説していた。後日談で「藤波さんには素顔が見えたはず」と語っている。翌日の後楽園ホール大会で若松は遂にスーパー・ストロング・マシーンの除名を宣言。藤波に猪木も加わりマシーンに対しマスクを脱ぐようマイクパフォーマンスするとまたもマスクを脱ぐが、今回はその下にもう1枚のマスクを覆っておりマスクを脱ぐことと同時に正規軍入りを拒否し、正規軍とは距離を置いてファイトする。IWGPトーナメントにも出場するが、1回戦ではロン・ミラーに不戦勝、2回戦のアンドレ戦を欠場し不戦敗となり事実上、トーナメント戦には1度も出場していない。1週間後のアンドレ戦で復帰するが、猪木とワカマツの乱入で無効試合となった。このシリーズ中には、特別参加した元WWF王者のペドロ・モラレスとのシングルマッチでピンフォール勝ちを収めている。マシンは5月30日に板橋区内のジムでトレーニングを行った際、東京スポーツだけに対してマスクを脱いで素顔を見せている。
翌シリーズ「バーニング・スピリット・イン・サマー」では藤波との完全決着戦を要求するが、「先に軍団との決着をつけてこい」と逆に要求され、2号・3号とシングルで対戦することになる。開幕の品川大会でスーパー・ストロング・マシーンは覆面を黒ラメ、2号・3号は覆面を金色に変更し登場した。試合では2号をスモールパッケージホールドにとるが、カウント2のところでワカマツと3号に乱入され反則勝ち。3人に袋叩きにされているところにヒロ斎藤が助けに駆けつけ3人を蹴散らした。以降、再びヒロ斎藤と共闘する。翌週の富士急大会で2号を同士討ちからのバックドロップで体固め、翌々週の後楽園ホール大会で3号を魔神風車固めでそれぞれピンフォールで下し藤波の要求に応える。
7月19日に札幌中島体育センターで行われた藤波とのWWFインターナショナル・ヘビー級王座戦では4月18日の両国同様、実力伯仲、名勝負の予感だったが、藤波の三角締めが極まったところでマシーン軍団の乱入に遭い、無効試合となっている。試合後、藤波から「一緒に組んでマシーン軍と戦おう」と握手を求められるも「俺1人でやってやる」と拒否する。
シリーズ最終戦の8月1日両国国技館大会、スーパー・ストロング・マシーンは3号とのシングルマッチで1分28秒エビ固めで簡単に勝利すると、自分を引き込もうとする新日サイドに嫌気がさし、鉾先を藤波から長州力に変え8月末にヒロ斎藤や高野俊二と新日本プロレスを離脱し「カルガリーハリケーンズ」を結成し広尾にオフィスを開きファンクラブも作った（臨海旅行などを行い数十人のファンが参加した）が、契約上全日本プロレスのリングにも上がれず。8月5日に大阪城ホールで行われた長州のジャパンプロレス自主興行に突如乱入し、長州を挑発。乱入2日前の8月3日にマシーンは『週刊ゴング』に対して、その際「会社の都合でマスクを被らされ、何事もなかったかのように素顔に戻して正規軍に入れるのは冗談じゃない」「新日本は2号や3号ばかりとカードを組む。藤波選手には魅力がなくなった」などと新日本に対する不満をぶちまけた。その後は、ジャパンプロレス自主興行やカルガリーのリングに上がっていた。その間に長州とはシングルで2度対戦、名勝負を繰り広げる（1勝1敗。ともに反則決着）。
1986年4月、満を持して全日本プロレスに参戦した。全日時代では、タッグマッチで谷津嘉章を場外に葬り去り幸先の良いスタートを切る。5月2日ジャンボ鶴田とシングルで対戦したが、マシーンのファイトに対し鶴田が呼応せず名勝負にはならなかった（マシーンの反則負け）。5月24日大阪城ホール大会スーパー・ストロング・マシーン&高野俊二VSロード・ウォリアーズ。この日のメインに抜擢された高野だったがリングインしたウォリアーズに急襲され試合前に血だるまKOされたところにキラー・カーンが代役を買って出てスラックスのまま試合を行う。試合はマシーン&カーンの反則勝ち。試合後、長州がウォリアーズに襲われているカーンをかばいに入るもマシーンのボディスラムからカーンのダブルニードロップをくらわされる。この日からマシーンはキラー・カーンと合流する。6月12日には天龍源一郎のUNヘビー級王座に挑戦、奪取には失敗したものの（マシーンとなってから2度目のピンフォール負け）全日時代の名勝負として語られている。
9月20日に相模原市立総合体育館で行われた長州力との決着戦。両者リングアウトにより決着がつかず、試合後にはマシンは「もう1回やらせろ」とアピールしたが、長州は「もう1回やってやる。でも、その前にマスクを取れ」と返答し、エキサイトの余り自らマスクを脱ぎ、長州に叩きつけ（ただしセコンドの高野俊二が、タオルで素早く頭を覆い素顔を隠した）、その試合は日本テレビ『全日本プロレス中継』で生中継されたが、マスク脱ぎの場面はCM中であったために放送されず、EDの提供クレジットでリングサイドに脱ぎ捨てられたマスクが映し出された（後に日テレジータスで放送されたアーカイブ放送ではマスク脱ぎの場面が放送されている）。後日発売のプロレス誌にもマスクを脱いだ瞬間の平田の顔がくっきりと映っていた。このころの長州はマシンに関するインタビューでは頻繁に「アイツはマスクを脱ぐべき」と言っていた（ちなみにそれから実に17年後にWJプロレス興行内で長州とシングルで対決しピンフォール勝ちをおさめている）。結局この後もマスクを脱ぐことなくスーパー・ストロング・マシーンとしてファイトする。
藤波、長州、天龍との抗争、この頃までが誰が何と言おうと間違いなく強いスーパー・ストロング・マシーンとして最も光り輝いていた全盛期だった。以降は脇役に徹するようになる。
その後マシーンは阿修羅・原と合体、10月30日青森県営体育館にて原とのコンビでアジアタッグ王座を獲得している。スーパー・ストロング・マシーンとして初のタイトル獲得であった。その勢いで暮れの最強タッグリーグ戦に原と組み参戦するも勝ち点0に終わる（マシーンは、11月28日札幌大会後から頭痛と手のしびれがあり12月1日から欠場。途中棄権）。リーグ戦中、テッド・デビアスに簡単にピンフォール負けしたあたりから実力に陰りが見え始める。
1987年3月、長州らと共に新日本プロレスに復帰したことにより、アジアタッグ王座は1度も防衛戦を行うことなく返上した。新日復帰後は長州の格下扱いとなり以前はライバルとして名勝負を繰り広げていた藤波に対し簡単に負けるようになり、もはやライバルとは呼べない状況になっていた。同年6月の第5回IWGP優勝戦後、長州の「俺らが今時代を変えるんだ」という呼びかけがありNEWリーダー軍として長州・藤波・前田・木村健吾らと共闘し、アントニオ猪木・坂口征二・マサ斎藤・星野勘太郎・藤原喜明（助っ人にディック・マードック・武藤敬司）らのNOWリーダー軍と世代闘争を行なった。
この年、若手時代のライバル前田日明と共闘することになったが、別選手（マサ斎藤）との試合のため入場して来た前田にリング下で握手を求めるが無視され激怒し、頭突きと鉄柱攻撃で大流血に追い込んで遺恨となり、5年振りにシングルで対戦。名勝負の末、故障中の肩にチキンウイングアームロックをかけられドクターストップが入り敗れる。
1989年にジョージ高野とのタッグ（烈風隊）でIWGPタッグ王座を獲得した。烈風隊というチーム名は高野が考案したものだが、あまり強そうな名前でないため平田は「ジョージは（頭の中身も）ハーフだから」と困惑した。王座陥落後に、平田がブロンド・アウトローズ（ヒロ斎藤、後藤達俊、保永昇男）と共闘したこと、及び高野がSWSに移籍したことから、烈風隊は解散。その後、1990年にヒロ斎藤とのタッグで、再度IWGPタッグ王座を獲得している。後にブロンド・アウトローズはレイジング・スタッフと名を変えたが、一時期全員がカラフルなマスクを被り「マシン軍団」の再来を演じたこともある。1992年夏には札幌で長州の持つIWGPヘビー級王座に挑戦。また、仲間割れにより後藤が反選手会同盟に鞍替えした後、平田はWARのリングに参戦し、阿修羅・原と共闘して反WAR軍の一員となる。
1994年10月、SGタッグリーグにフリーであったマシーンが一匹狼の蝶野正洋を誘う形でタッグを組んで出場。当時ヒール転向したばかりの蝶野が出場の意欲を持たない社命によるエントリーであった。その過程で『因縁』が積み重ねられていった（タッチ拒否、ラリアットやケンカキックの誤爆への報復、1人ずつの入場、パートナーであるマシーンにマスク剥ぎ等）。マシーンも徐々に蝶野に対し怒りをあらわにするようになる。しかし社命への反発心や相互の意地が白星を生む結果を積み重ねるにつれ、互いに認める部分が大きくなり、リーグ戦終盤には蝶野から「マシン『さん』、俺ら優勝するんですよね」との言葉が出るようになる。葛藤を乗り越えついに優勝決定戦（VS武藤・馳浩組）に進出するが、平田は試合中にパートナーである蝶野からタッチ拒否や意図的な攻撃やSTFを決めた際にカットを受け、それでも蝶野がピンチになると蝶野の助けに入り勝ちに拘り続けた。それを見ていたファンは徐々にマシーンに対して感情移入していった。試合終盤、マシーンは武藤・馳の攻撃から逃れ、ダブルラリアットを放ち、ここを勝負どころとみるが、それでも救援に入ろうとしない態度の蝶野に遂に激怒し、蝶野に対しラリアットを見舞った後、自らマスクを脱ぎ蝶野の顔に叩きつけた。怒った蝶野は平田をロープに振るが、逆に怒り心頭の平田にラリアットを喰らってしまう。会場はそれまでマシーン（平田）に対し「マ・シ・ン! マ・シ・ン!」のコールを送っていたが、この瞬間尋常ではない勢いの「ヒ・ラ・タ! ヒ・ラ・タ!」の大合唱で包まれた。平田はさらに蝶野を掴み起こそうとしたところを武藤のドロップキックをカウンター気味に喰らい武藤・馳に捕まる。この行動により蝶野は試合中にリングを去り、孤軍奮闘した平田だったが最後は馳の裏投げ→武藤のムーンサルトプレス→もう一度、馳の裏投げ→武藤のムーンサルトプレスを喰らいフォール負け。試合後、リング上で「こんなしょっぱい試合ですいません!」とファンに謝罪。蝶野は試合後、浮かなかったマシンが自分を利用して大舞台でマスクを脱ぐために上がってきたと批判した。
SGタッグリーグ優勝決定戦の決裂直後に蝶野との遺恨シングルマッチ3連戦が組まれ対戦するが、初戦では蝶野にSTFをチョーク気味にかけられ泡を吹き白目をむいてしまい試合後に藤波から叱咤される。しかしその後の対戦でマンハッタン・ドロップからの首固めでピンフォール勝ちを収め一矢報いた。
その後は平田淳嗣として新日本に復帰入団、正規軍で活動するようになり、蝶野とのタッグでブレークを狙う天山の前に橋本とのタッグで立ちはだかる。1995年7月に橋本真也と蝶野・天山広吉組を破り再びIWGPタッグ王座を獲得した。この戴冠は自ら蝶野をジャンピング・パワーボムで葬ったものであり、この時期の平田は第二の全盛期と言っていい活躍を見せた（蝶野や天山、越中、馳からシングルでピンフォール勝ち・タッグではスタイナーやホークウォリアーからも魔神風車でカウント3を奪う等）。タッグ結成時には半信半疑だった橋本も、次第にパートナーとしての実力に全幅の信頼を置く発言が増えるようになる。勢いに乗って当時武藤が持っていたIWGPヘビー級王座にも挑戦したが（1995年9月25日・大阪府立体育会館）、戴冠はならなかった。
1999年から選手会長として「まとめ役」に徹していたが、同時期のレスラー活動では「スーパー・ストロング・マシーン」や星野総裁率いる「魔界倶楽部」の「魔界1号」として、マスクマンとしても活動している。この時期「魔界2号」筑前から、自分と「烈風隊」を再結成してくれとの発言を受けたが明確に解答しないまま現在に至っている。またラブマシンズの一員である「スーパー・ラブ・マシーン」として全日本マットにも登場した。蝶野率いる「ブラック・ニュー・ジャパン」では「ブラック・ストロング・マシーン」としての活動を経たこともある。
2005年に現場責任者の地位に後藤とともにつくが、新日本に復帰してきた長州に雷を落とされ、一方的な解任処分を受ける。これを機に再び反体制勢力に回っている。
2006年単発興行「WRESTLE LAND」のスポークスマンとなる。記者会見で「マシーンは『誰が来ようが、覚悟しておけ!』とも言っていました」と発表し、マシーンと平田は別キャラクターである設定を再度用い始めた。
2007年は長州・蝶野と和解し、レジェンドを結成。スーパー・ストロング・マシーンとして活動中。平田本人は「目のケガのため欠場」ということになっており、会場から試合を観戦して若手にアドバイスを送っているとされる。
2009年からは永田裕志、井上亘、平澤光秀らと青義軍を結成し、参謀役としてメンバーの背中を押している。
2009年以降シングルマッチを行っておらず、試合出場自体も2011年8月のALL TOGETHER以降無くなっていたが、2013年3月10日開催の旗揚げ記念日にて554日ぶりに試合に出場した。
2013年4月以降は新日本プロレス公式サイトの選手一覧ページに名前が載っているものの試合出場が全く無く、事実上の休業状態となっていた。この間は新日本プロレス道場で練習生のコーチを務めている事が若手選手のインタービュー等で明らかになっている。
2018年1月、新日本プロレスと契約が切れる。4月12日、新日本プロレス公式サイトにてプロレスラーとしての引退を正式に表明し、引退セレモニーが行われる事が発表された。体調面の理由から引退試合は行わない旨も発表された為、2014年4月2日開催の後楽園ホール大会が平田の事実上のラストマッチとなった。
6月19日、後楽園ホールにて引退興行を開催。メインイベントとなるスーパー・ストロング・マシーン引退記念試合には、新生マシン軍団 VSロス・インゴベルナブレス・デ・ハポンのフルメンバーによる10人タッグマッチが組まれ、自身のマネージャーを務めた将軍KYワカマツと共に、新生マシン軍団のセコンドとして登場しリングサイドで試合を見守った。試合終盤では対戦相手チームの一人だった内藤哲也に対してラリアットを喰らわせマシーン軍団の勝利に貢献し、試合終了後に引退セレモニーを行った。マシンは引退の理由として、度重なる怪我によって受け身も取れない状態が続いたこと、そして長年共に人生を歩んできた妻が癌によって亡くなったことを告白。気持ちを吹っ切るために第二の人生を歩むことを決意したと話し、最後にリング上で妻への感謝の言葉を叫び、セレモニーを締めくくった。
2019年3月8日、実子であるストロングマシーン・Jのデビュー会見に出席。「マシーンの遺伝子を継いでくれる。こんなにうれしいことはない」と感想を語った。

## マスクマンとしての平田

### ストロング・マシーン
将軍KYワカマツに操られる設定で1984年8月24日に後楽園ホールに初登場し、後に2号も出現してマシーン軍団として活動。以降も増殖を続け、3号と4号も登場した。
マシンの本名・経歴・趣味・好きな有名人は不明だが、週刊プロレスの選手名鑑には必ず「好物は中華料理」と6年間載っていた。ブラックになってからはカツカレーに変わっている。
レスラーとしての評価も高いが、ストロング・マシーンのマスクもはデザイン・機能性など評価は高い。マスクの目元や口元の開口部は大きいが、二重メッシュ（網目）構造でラメが施されている為キラキラと輝き、素顔は全く見えない。赤、緑、紫、黒系統のマスクを使い分けていた。WAR参戦時に、口の部分が開いたマスクを着用したこともある。額にはSのデザイン文字が入るがレイジング・スタッフ時代はRSとなっていた。デザインは楳図かずおの作品「笑い仮面」に登場するマスクの不気味さを気に入って取り入れ、平田自身が発注した。しかし、元々はジョージ高野がザ・コブラのプライベートマスクとして作ってもらい、高野が受け取る予定だったのに、何故か平田の手に渡り、ストロング・マシーンとして使われることになったとのこと（高野が自身の公式YouTubeチャンネルで証言していた）。
桜庭和志がPRIDEのリングに登場する際にマシン風のマスクを被って以来現在でも「仮面39ライダー」のキャラクターとして使われている。一時期、ストロング・マシーン39号とも名乗っていた。
桜庭のほかにも、プロレスラーでは高野俊二、アンドレ・ザ・ジャイアント、マスクド・スーパースター、ブラックジャック・マリガン、ハルク・ホーガン、ロディ・パイパー、クラッシャー・リソワスキー、安生洋二、後藤達俊、石澤常光、高木功、杉浦貴、高山善廣、青木篤志などがマシーンのマスクを被ったことがある。

### スーパー・ストロング・マシーン
「マシーン軍団」から離れて活動するようになった以外は、外見上のデザインはほとんど変化が無かった。
2006年5月13日に行われた第1回WRESTLE LANDにて、久々にスーパー・ストロング・マシンとして試合を行った。今日でも会場人気は高く、「おまえは平田だろ〜」という野次が絶えない。これに対してS・S・マシーンは「誰が平田だ」とやり返す。永田裕志が率いる青義軍に加入してからは、マスクの色をメタリックブルーに改めた。
対戦相手が不甲斐無い試合をして負けると、試合後に「○○（対戦相手の名前）が、しょっぱい試合ですいません」と、対戦相手を揶揄するマイクパフォーマンスをした。
また2009年に放送された「アメトーーク」に取り上げられて以来再び注目を集めた。
2014年以後は試合に出場することがなく、2018年6月19日に引退試合は行わずにリングを去った。

## リングネーム
平田淳嗣が名乗ったことがあるリングネーム。
- 平田淳二
- サニー・トゥー・リバース
- ザ・ストロング・マシーン
- ザ・ストロング・マシーンNo.1
- ストロング・マシーン1号
- スーパー・ストロング・マシーン
- 平田淳嗣
- 魔界1号
- スーパー・ストロング・魔神
- スーパー・ラブ・マシーン
- ブラック・ストロング・マシーン
- マスクドCTU-MZ
- 平田淳嗣スポークスマン

## 得意技
大きく頑丈な体躯を駆使したパワーファイトが中心だが、打たれ強く受け身の技術もあり、飛び技やブリッジもこなす器用さも併せ持つ。
魔神風車固め（マシーン・スープレックス・ホールド）
自身が考案したオリジナル・ホールドで、最大のフィニッシュ・ホールドとして使用し続けた。相手の片腕をチキンウイングに極めて放つ変形のハーフハッチ・スープレックス・ホールド。稀に投げ捨て式でも放つ。「マシーン（マシン）」というリングネームに「魔神」の字を当てている。
両腕で相手の体を固定するため首だけでブリッジをせねばならない高難度技で、他に使い手があまり見られない。また、この技を受けた馳浩が肩甲骨を骨折したことがあり、受ける方にとっても危険な技である。魔界倶楽部時代は魔界風車固めという名前で使用した。
マシンサルト・プレス
通常型とは異なり、ベイダーサルト・プレスと同様に縦唸り半分・横唸り半分式のローリング・セントーン気味に旋回式ボディ・プレスを放つ。滅多には出さないフィニッシュ・ムーブである。
ライガー・ボム
フィニッシュとしても用いられた。
技名の呼称は実況アナウンサーにより、まちまちである。
ダイビング・ヘッドバット
フィニッシュとしても用いられた。
平泳ぎのように自身の両腕を交差させながら放つフォームが特徴。
マシーン・ラリアット
相手をコーナーに振ってすかさず追いかけ串刺し式で放つものは特に追っかけラリアット'と呼ばれた。
DDT
上記の追っかけラリアットを放った後に、その勢いを利用して、この技に繋げる連携もよく見せた。
ジャーマン・スープレックス
滞空時間が長いことが多い。
ブリッジの美しさから名手に数えられることもある。
セントーン
助走はつけず、その場で両足を踏み揃えてジャンプするフォームで使用。コーナー上から放つこともある。
プランチャ・スイシーダ
大一番でのみ放った。
ロープの反動を利用するものと、コーナーポストから飛ぶ2タイプで使用。

## タイトル歴
新日本プロレス
- IWGPタッグ王座: 3回（w / ジョージ高野、ヒロ斎藤、橋本真也）

全日本プロレス
- アジアタッグ王座: 1回（w / 阿修羅・原）
- 英連邦ミッドヘビー級王座[6]

## エピソード
飲みに行き、夜中にタクシーで合宿所に帰宅して、トイレに行きたかったため玄関からズボンやパンツを脱ぎ捨ててトイレに向かったが間に合わず、トイレ手前の廊下にウンコを落としてしまった。その後、起きてきた前田がでっかいウンコの上にあるデッカイ足型から「これはジョージやな!?」と「ジョージ、女の子にもてても、うんこったれじゃあかんやないか!?」と問いつめるも、ジョージは「いや、俺じゃない。朝起きてトイレに行こうと思ったらウンコ踏んじゃった」と言い、横にいた平田が「スマン、俺だ」と告白し、ウンコったれの犯人は平田であった。後年、マシンと闘った前田は耳元で「このウンコったれ」と囁くと平田は激怒し、前田をボコボコにし、前田は「痛かった…」と証言している。
新日本プロレスの合宿所の寮長をやり（前任は前田日明）、外泊禁止なのに寮長でありながら頻繁に朝帰りをしていた。
メキシコ武者修行出発直前に、小林邦昭（2年先にメキシコ武者修行入り）から「（メキシコでは）日本円で1000万円貯まった」と電話が入った。しかし、その直後にメキシコ・ペソが暴落。平田はショックで練習を休み、部屋に引きこもっていたという。メキシコ武者修行では、同時期に遠征していたジョージ高野、ヒロ斎藤、保永昇男らが、飲料水などの環境が合わず痩せていく中で唯一、平田だけが増量していたため、取材に来た記者達に「何食って太ったんだ?」と不思議がられた。
そのころ新日内では、ブームを巻き起こした初代タイガーマスクが1983年夏に新日マットを去った後、当時人気の高かったプロレス漫画『キン肉マン』をモチーフにした覆面レスラーの企画が持ち上がり、ストロング・マシーンになる前の平田がリストアップされた。本人は当初嫌がっていたものの、周囲の勧めもあり一度は決意していた。しかし作者のゆでたまごや集英社の了承を得ていなかったため、ゆでたまごと集英社からクレームが付いた他、当時放送されていたアニメ版の放映局が『全日本プロレス中継』の放送局であった日本テレビであったため、企画は没となっている。キン肉マンの話が流れた後は改めて平田淳二として凱旋復帰する話になっていたが、この時の経験を経てマスクマンの面白さを知った平田はこれを拒否し、自らマスクを発注し、ストロング・マシーンとしてデビューする事になる。
ただし、ストロング・マシーンとなる直前に「謎のマスクマン」として覆面の上に目出し帽を付けて登場している。その際、わずかに覗くマスクや頭頂部がとがっている等の特徴から、実際にキン肉マンの覆面をしていたのではないかという説もある。またその目出し帽での登場の際に、ある記者が「彼は何者か?」と聞いたのに対し、ワカマツが「ストロングなマシーンだ」と答えたことが、ストロング・マシーンの命名の由来であるという説もある。当時、マシーンはキャリアが浅くて試合作りに長けておらず、場外にエスケープした際にワカマツが間をつくってくれるのが助かった、と平田は述べている。
上記の通り平成元年時分は、ジョージ高野とのタッグで「烈風隊」を結成していた。結成当時は共にあまり陽が当たらずそこそこの実力者ながら、戦績が良くないといった選手同士のタッグであったが、IWGPタッグを獲得するといった名タッグチームとしての実力を発揮した。
2005年7月に放映された日本マクドナルドの新製品「ペッパーチーズダブルビーフ」のCMにおいて、後藤達俊とともに棚橋弘至・中邑真輔の相手役を務めた。
プロレス雑誌のインタビューで、マスクを剥がされる時の気分について聞かれ「パンツを脱がされるのと同じ気分だよ」と発言したことがある。
「マシン・ボイス」と呼ばれる独特のかすれてこもった声が特徴。スポークスマンとして会見を行う際も言葉が聞き取りにくいほどである。リング上で興奮状態で怒鳴るマイクアピールは観客も何と言っているのか全くわからない。
2009年8月13日の名古屋での試合後、タッグマッチで対戦した杉浦貴から「おいマシン! お前、やっぱり平田だろ」とマイクで挑発された。その挑発に対して俺は平田ではないと否定した後「名古屋のみなさん。杉浦君がしょっぱい試合をしてすいませんでした」と切り返し観客の笑いを誘った。
ザ・コブラのマスクを辞めた直後のジョージ高野との試合前のインタビューで「俺はね、あんな中途半端にマスクを脱ぐような奴とは違うんだよ、あんな腰抜けに俺が負けるわけねえんだよ!」と決めた。しかし、直後にアナウンサーに「それは高野選手がマスクマンだったと言うことですか？」と、高野＝ザ・コブラを暗示させる質問をされ、「そうだよ。悪いかい?」と意気消沈した。『アメトーーク』で名シーンとしてこのインタビューを紹介した有田哲平は「『やっちゃった…』って顔してるのがマスク越しにも分かる」とコメントした。
前述の『アメトーーク!』で扱われた際に、ガリットチュウの福島善成に似てると言われ、放送時には福島が平田のポーズを真似したワイプ画像が映された。
新日本プロレスとの契約が切れる6日前に妻に先立たれている。
平田はスーパー・ストロング・マシーンのオマージュとしてリングに上がった桜庭和志とスーパー・ササダンゴ・マシンについて、

「桜庭選手が総合（格闘技、PRIDE）のリングに（スーパー・ストロング・）マシンのマスクを被って入場した時に（中略）嬉しさみたいなのがありましたよ。俺を認めてくれているというか。ただ、ササダンゴ・マシンはダメです（苦笑）」

と『G SPIRITS』40号（2016年8月発売、辰巳出版）に掲載されたインタビューで評している。

この論評について、角田龍平は「ササダンゴ・マシンは新潟ローカルのバラエティ番組などでは覆面を眉より上に捲り上げ、素顔を露出した状態で食リポを行うなど（素顔や正体を事実上明かした上で活動している特異的な覆面レスラーであり）、多くのマスクマンが長年守ってきた神秘性を著しく毀損していて、（平田はそれが）許せないのではないか」と推察している。

## CM出演
- マクドナルド「ペッパーチーズ・ダブルビーフ」（2005年7月13日、日本マクドナルド）[36]